# Misirlou
Clip vidéo
[vidéo] « ΜΙΣΙΡΛΟΥ (1927) », sur YouTube
[vidéo] « Dario Moreno (1951) », sur YouTube
[vidéo] « Dick Dale (1963) », sur YouTube
[vidéo] « Pulp Fiction (1994) », sur YouTube
Misirlou ou Miserlou (littéralement « l'Égyptienne », de l'arabe مصر, Miṣr, Égypte, Μισιρλού, en grec) est une chanson d'amour populaire folklorique, d'origine grecque-orientale, enregistrée pour la première fois en 1927 à Athènes en Grèce par Michalis Patrinos. Elle devient célèbre mondialement avec sa reprise pop rock-surf music américaine de Dick Dale en 1963, et cette version connaît une nouvelle popularité à partir de son utilisation dans la bande originale du film Pulp Fiction, de Quentin Tarantino, en 1994.

## Histoire

### Origines grecques et orientales
Le premier enregistrement connu de la chanson est celui, en juillet 1927, par Nicholas (Nikos) Roubanis (crédité comme compositeur) et Tetos Demetriades (chanteur), chez Columbia Records à New York,,,,. Un autre disque vinyle de leur chanson est également édité chez RCA Victor. Nicholas (ou Nikos, ou Nick) Roubanis (Nafplion, Grèce, 1880 - Athènes, Grèce, 1968), était allé en Égypte à l'âge de 25 ans où il a été chef d'orchestre, puis a émigré aux États-Unis en 1925 où il est devenu professeur à l'Université de Columbia (New York) avant de revenir en Grèce en 1965,. Tetos Demetriades (Constantinople, Empire Ottoman, 1897 - Bergen, États-Unis, 1971), chanteur et producteur grec ottoman, a émigré aux États-Unis en 1921 mais est resté également actif en Grèce dans les années 1920.
La chanson est également enregistrée, en 1930 à Athènes et en 1931 à New York, par l'orchestre rebetiko-tsifteteli de Michalis Patrinos,,.
La mélodie serait une reprise d'une musique orientale ancienne plus ou moins folklorique traditionnelle, aux origines perdues, revendiquée par diverses communautés, entre autres égyptienne, grecque, arabe et séfarade, de l'ancien Empire ottoman (sa mélodie assez simple revient essentiellement à une montée et une descente des modes Hidjazkiar et Hidjaz très répandus dans les musiques orientales[réf. nécessaire]). 
La chanson est reprise et adaptée avec succès par de nombreux interprètes, dont Harry James aux États-Unis (version orchestre de jazz de 1941), le gréco-américain Nick Roubanis (premier compositeur historiquement crédité de la musique en 1927, qui en dépose en 1943 une version jazz), Jan August (en) (version mambo-jazz de 1946), Seymour Rexite (en) (1950), Dario Moreno (en français en 1951), Caterina Valente (1961)... 
Une danse est créée en 1945 par un groupe d'étudiants de l'Université de Pittsburgh, inspirée des pas du syrtos (variante entre autres des tsifteteli, zeimbekiko ou du célèbre sirtaki des années 1960). Contrairement à la musique, la danse est restée inchangée depuis lors.

### Années 1960
La chanson connait un succès international avec son adaptation instrumentale guitare électrique-pop rock-surf music du groupe californien Dick Dale & The Del Tones, pour leur album Surfers' Choice de 1962 (Dick Dale l'arrange en solo de guitare électrique, à la suite de la demande d'un fan qui désirait le voir jouer sur une seule corde). Ce tube de la vague de surf music de la surf culture des années 1960 est repris avec succès par de nombreux interprètes de surf music de l'époque, dont The Beach Boys (album Surfin' U.S.A. de 1963), The Ventures, The Surfaris, ou encore The Trashmen.

### Années 1990
La version pop rock de Dick Dale est utilisée par Quentin Tarantino pour la bande originale de son film Pulp Fiction en 1994, ce qui relance le succès de ce tube, repris ensuite par de nombreux autres interprètes, dont Rachid Taha et Steve Hillage (Jungle Fiction de leur album Olé Olé de 1996 et Carte blanche de 1997). 

### Années 2000
La série de films Taxi produite par Luc Besson reprend la version de Patrick Abrial pour le film Taxi (1998), une version fidèle à celle de Dick Dale pour Taxi 3 (2003), et une version remixée des Black Eyed Peas (Pump It) pour Taxi 4 (2007).
La chanteuse Ánna Víssi l’interprète en grec pour la cérémonie de clôture des Jeux olympiques d'été de 2004 à Athènes.

## Paroles
| Texte original | Transcription | Traduction |
| --- | --- | --- |
| Μισιρλού μου, η γλυκιά σου η ματιά Φλόγα μου 'χει ανάψει μες στην καρδιά. Αχ, για χαμπίμπι, αχ, για λε-λέλι, αχ, Τα δυο σου χείλη στάζουνε μέλι, αχ. Αχ, Μισιρλού, μαγική, ξωτική ομορφιά. Τρέλα θα μου 'ρθει, δεν υποφέρω πια. Αχ, θα σε κλέψω μέσ' απ' την Αραπιά. Μαυρομάτα Μισιρλού μου τρελή, Η ζωή μου αλλάζει μ' ένα φιλί. Αχ, για χαμπίμπι* ενα φιλάκι, άχ Απ' το γλυκό σου το στοματάκι, αχ. | Misirloú mou, i glikiá sou i matiá Flóga mou 'khi anápsi mes' stin kardhiá. Akh, ya khabíbi*, akh ya le-léli, akh, Ta dhio sou khíli stázoune méli, akh. Akh, Misirloú, mayikí, ksotikí omorfiá. Tréla tha mou 'rthi dhen ipoféro pia. Akh, tha se klépso més' ap' tin Arapiá. Mavromáta Misirloú mou trelí, I zoí mou allázi m' éna filí. Akh, ya khabíbi ena filáki, akh Ap' to glikó sou to stomatáki, akh. | Ma Missirlou, tes doux yeux Ont allumé une flamme dans mon cœur. Ah ya habibi*, ah ya lé-léli, ah, De tes deux lèvres coule du miel, ah. Ah, Missirlou, beauté magique, féerique. Ça va me rendre fou, je n'en peux plus. Ah, je vais te dérober en Arabie. Ma folle Missirlou aux yeux noirs, Ma vie change en un baiser. Ah ya habibi, un petit baiser, ah De ta petite bouche sucrée, ah. |

* "mon amour" en arabe

## Quelques reprises
- 1927 : Nicholas (Nikos) Roubanis (crédité comme compositeur) et Tetos Demetriades (chanteur) (premier enregistrement à New York)
- 1930 : Michalis Patrinos (enregistrement à Athènes en Grèce)
- 1951 : Dario Moreno (version française)
- 1946 : Jan August (version jazz-mambo)
- 1962 : Dick Dale, album Surfers' Choice
- 1962 : The Trashmen, album surfin bird
- 1963 : The Beach Boys, album Surfin' U.S.A.
- 1996 : Rachid Taha, albums Olé Olé, et Carte blanche (album) de 1997
- 2004 : Ánna Víssi (à la cérémonie de clôture des Jeux olympiques d'été de 2004 d'Athènes).

## Au cinéma
- 1963 : A Swingin' Affair[18],
- 1994 : Pulp Fiction, de Quentin Tarantino (scène d'ouverture).
- 1994 : Les Simpson (La Petite Amie de Bart, épisode 7, saison 6)
- 1996 : Space Jam, de Joe Pytka
- 1997 : The Big One, de Michael Moore
- 1998 : Taxi, de Gérard Pirès (scène d'ouverture)
- 1998 : Six-String Samurai (version Surfing in Siberia, des Red Elvises)
- 1998 : Fourmiz, d'Eric Darnell et Tim Johnson
- 2000 : Taxi 2, de Gérard Krawczyk
- 2003 : Taxi 3, de Gérard Krawczyk
- 2003 : Charlie's Angels : Les Anges se déchaînent !, de McG
- 2006 : Taxi 4, de Gérard Krawczyk (remixée par The Black Eyed Peas)
- 2008 : Mad Men (Jet Set, épisode 11, saison 2)
- 2010 : Tournée, de Mathieu Amalric
- 2010 : Le Mac, de Pascal Bourdiaux

## Surnom
La chanteuse du groupe Gefilte Swing porte le surnom de Missirlou.